# Dygresja
Dygresja, wtrącenie (z łac. digressio – odejście, rozejście się) – odejście od głównego tematu narracji lub wypowiedzi. Dygresja polega na okresowym wprowadzeniu wątków luźno lub wcale niezwiązanych z podstawową treścią utworu lub wypowiedzi.